# 五印度
五印度，又称五天竺国，简称五印、五天，佛教名词。印度古老的《往世书》将印度疆域，划分为东印度（Pracya）、北印度（Uttarapatha）、西印度（Aparanta）、南印度（Dakshinapatha）和中印度（Majjhimdesa）。这种疆域划分，起源于印度神话中的世界中心须弥山，和围绕须弥山的咸海中的东洲毗提诃、南洲赡部、西洲瞿陀尼、北洲拘庐。
唐玄奘在《大唐西域記》中，论及印度疆域时，就继承了这种古老的疆域划分：“五印度之境，周九万余里，三垂大海，北背雪山，北广南狭，形如半月”。。
唐义净 《南海寄归内法传》中称为“五天”。
唐代，新罗國僧人慧超，在723年至727年，往五印度诸国巡礼，归国后著《往五天竺国传》。